# Tossal del Gomà
El Tossal del Gomà és una muntanya de 599 metres que es troba al municipi de Sant Guim de la Plana, a la comarca catalana de la Segarra.